# Campeonato Sudamericano de Fútbol Sub-15
El Campeonato Sudamericano Sub-15 (en portugués: Campeonato Sul-Americano de Futebol Sub-15) es un torneo internacional de fútbol de selecciones celebrado desde el año 2004, para jugadores de 15 años o menos. Sigue los mismos parámetros o moldes del Campeonato Sudamericano Sub-17 y del Campeonato Sudamericano Sub-20. Su primera edición fue para jugadores sub-16. El Torneo se disputa cada dos años. Es además, el único torneo en donde se han invitado selecciones juveniles de la UEFA.
En la edición de 2013 el torneo sirvió como clasificación para los Juegos Olímpicos de la Juventud. Sin embargo desde Buenos Aires 2018 el fútbol fue reemplazado por el futsal juvenil.
Tras la edición 2023, disputada en 2024, se esperaba su realización en 2025, pero al no ser anunciada por Conmebol el torneo se encuentra descontinuado.

## Formato
Todos los encuentros son jugados en la nación anfitriona, y los diez seleccionados nacionales sub-15 de la Conmebol participan en cada edición (a menos que alguna asociación se retire).
Los equipos son separados en dos grupos de cinco donde juegan todos contra todos una sola vez, es decir, cada selección juega cuatro encuentros. Los dos primeros de cada grupo clasifican a la fase final, que juegan en eliminación directa, que consta en semifinales, un partido por el tercer puesto y la final.
El equipo que gana la final se proclama campeón sudamericano sub-15 y cada 4 años logra la clasificación a los Juegos Olímpicos de la Juventud.

## Campeonatos
| Año          | Sede      | <co>Campeón | Final Resultados | Subcampeón | Tercero   | Resultados | Cuarto   |
| ------------ | --------- | ----------- | ---------------- | ---------- | --------- | ---------- | -------- |
| 2004 Detalle | Paraguay  | Paraguay    | 0:0 (5:3 pen.)   | Colombia   | Argentina |            | Uruguay  |
| 2005 Detalle | Bolivia   | Brasil      | 6:2              | Argentina  | Paraguay  | 1:0        | Bolivia  |
| 2007 Detalle | Brasil    | Brasil      |                  | Uruguay    | Argentina |            | Chile    |
| 2009 Detalle | Bolivia   | Paraguay    |                  | Brasil     | Ecuador   |            | Uruguay  |
| 2011 Detalle | Uruguay   | Brasil      |                  | Colombia   | Argentina |            | Uruguay  |
| 2013 Detalle | Bolivia   | Perú        | 1:0              | Colombia   | Argentina | 2:1        | Chile    |
| 2015 Detalle | Colombia  | Brasil      | 0:0 (5:4 pen.)   | Uruguay    | Argentina | 1:0        | Ecuador  |
| 2017 Detalle | Argentina | Argentina   | 3:2              | Brasil     | Paraguay  |            | Perú     |
| 2019 Detalle | Paraguay  | Brasil      | 1:1 (5:3 pen.)   | Argentina  | Paraguay  | 2:1        | Colombia |
| 2023 Detalle | Bolivia   | Paraguay    | 0:0 (4:3 pen.)   | Ecuador    | Argentina | 2:1        | Chile    |

## Palmarés
Campeonato Sudamericano de Fútbol Sub-15
| Núm. | País      | Oro | Plata | Bronce | Total |
| ---- | --------- | --- | ----- | ------ | ----- |
| 1.º  | Brasil    | 5   | 2     | 0      | 7     |
| 2.º  | Paraguay  | 3   | 0     | 3      | 6     |
| 3.º  | Argentina | 1   | 2     | 6      | 9     |
| 4.º  | Perú      | 1   | 0     | 0      | 1     |
| 5.º  | Colombia  | 0   | 3     | 0      | 3     |
| 6.º  | Uruguay   | 0   | 2     | 0      | 2     |
| 7.º  | Ecuador   | 0   | 1     | 1      | 2     |
| 8.º  | Chile     | 0   | 0     | 0      | 0     |
| 9.º  | Bolivia   | 0   | 0     | 0      | 0     |
| 10.º | Venezuela | 0   | 0     | 0      | 0     |

## Tabla histórica
Actualizado al 20 de octubre de 2024
|    | Selección       | Part. | Pts. | PJ | PG | PE | PP | GF  | GC | Dif. |
| 1  | Brasil          | 10    | 131  | 58 | 40 | 11 | 7  | 165 | 52 | 113  |
| 2  | Argentina       | 10    | 125  | 62 | 37 | 14 | 11 | 124 | 79 | 45   |
| 3  | Paraguay        | 10    | 82   | 58 | 24 | 10 | 23 | 92  | 64 | 28   |
| 4  | Colombia        | 10    | 82   | 51 | 23 | 13 | 15 | 93  | 62 | 31   |
| 5  | Uruguay         | 10    | 76   | 54 | 21 | 13 | 20 | 84  | 74 | 10   |
| 6  | Chile           | 10    | 57   | 48 | 15 | 12 | 21 | 67  | 84 | -17  |
| 7  | Ecuador         | 10    | 56   | 47 | 13 | 17 | 17 | 62  | 81 | -19  |
| 8  | Perú            | 10    | 48   | 45 | 13 | 9  | 23 | 47  | 86 | -39  |
| 9  | Bolivia         | 10    | 38   | 43 | 11 | 5  | 27 | 47  | 88 | -41  |
| 10 | Venezuela       | 10    | 29   | 42 | 6  | 11 | 25 | 51  | 99 | -48  |
| 11 | Bélgica         | 1     | 6    | 5  | 2  | 0  | 3  | 5   | 10 | -5   |
| 12 | Estados Unidos  | 1     | 1    | 3  | 0  | 1  | 2  | 3   | 5  | -2   |
| 13 | México          | 1     | 1    | 3  | 0  | 1  | 2  | 3   | 8  | -5   |
| 14 | Croacia         | 1     | 1    | 5  | 0  | 1  | 4  | 4   | 12 | -8   |
| 15 | República Checa | 1     | 0    | 5  | 0  | 0  | 5  | 5   | 43 | -38  |
| 16 | Hungría         | 1     | 1    | 5  | 0  | 1  | 4  | 4   | 12 | -8   |

## Clasificados a los Juegos Olímpicos de la Juventud
En la edición de 2013 el torneo sirvió como clasificación para los Juegos Olímpicos de la Juventud. Sin embargo desde Buenos Aires 2018 el fútbol fue reemplazado por el futsal juvenil.
| País    | Part. | Juegos Olímpicos de la Juventud |
| ------- | ----- | ------------------------------- |
| Bolivia | 1     | 2010N1                          |
| Perú    | 1     | 2014                            |

N1: Clasificado en calidad de invitado por decisión de la Conmebol.

### Mejores participaciones de selecciones Conmebol en los JJ. OO. de la Juventud
| Torneo olímpico juvenil de fútbol masculino | Torneo olímpico juvenil de fútbol masculino | Torneo olímpico juvenil de fútbol masculino | Torneo olímpico juvenil de fútbol masculino | Torneo olímpico juvenil de fútbol masculino | Torneo olímpico juvenil de fútbol masculino |
| Año                                         | Equipos Conmebol participantes              | Mejor posicionado                           | Puesto                                      | Máximo goleador Conmebol                    | Goles                                       |
| ------------------------------------------- | ------------------------------------------- | ------------------------------------------- | ------------------------------------------- | ------------------------------------------- | ------------------------------------------- |
| 2010                                        | 1                                           | Bolivia                                     | 1º                                          | Rodrigo Mejido                              | 6                                           |
| 2014                                        | 1                                           | Perú                                        | 1º                                          | Franklin Gil                                | 3                                           |